# Luciano Caramel
Luciano Caramel (Como, 13 dicembre 1935 – Erba (Italia), 26 novembre 2022) è stato un critico d'arte e storico dell'arte italiano.

## Biografia
Nel 1970 collaborò alla Biennale di Venezia, di cui fu commissario nel 1982. Commissario della Quadriennale di Roma nel 1993, la sua carriera accademica si svolse, nell'arco di un cinquantennio, nei ruoli di rettore dell'Accademia Albertina di Torino, nell'anno accademico (1976-1977), di vicerettore dell'Accademia di Brera, dal 1979 al 1982, di professore ordinario di Storia dell'arte moderna a Lecce all'Università del Salento, infine di professore ordinario di Storia dell'arte contemporanea all'Università Cattolica del Sacro Cuore di Milano e Brescia fino al 2008.
Nel 2002, col Vescovo Carlo Chenis, curò la Decima Biennale d'Arte Sacra.
Nel settembre del 1969 organizza Campo Urbano: la manifestazione si svolge nel centro storico di Como, e raccoglie alcuni protagonisti della neoavanguardia italiana. “Campo Urbano\ Interventi estetici nella dimensione collettiva urbana” è il libro realizzato da Ugo Mulas assieme a Bruno Munari con Luciano Caramel. Il fotografo Ugo Mulas a Como presenta una serie di stampe fotografiche montate su supporti lignei in grande formato di intere sequenze fotografiche delle performances e installazioni temporanee realizzate durante l’evento.
In ambito moderno scrisse su Girolamo Borsieri e sulle collezioni di Federico Borromeo.
Caramel possedeva un gran numero di opere d'arte del '900, avendo una collezione d'oggetti costituita in collaborazione con Fiorenzo Barindelli.
Muore a 86 anni nel novembre 2022 in una casa di cura a Erba (Italia) dove era ricoverato.

## La vicenda familiare
Il padre era originario di Fagarè della Battaglia, frazione di San Biagio di Callalta, Treviso, dove la famiglia Caramel viveva e dove nel 1890 nacque Giacomo Caramel, zio di Luciano. Vi nacque anche un'altra zia, Grazia Bottani, anch'essa pittrice e singolare artista che espone 4 volte i suoi arazzi alla Biennale di Venezia. I suoi cugini trevigiani, figli di Giacomo e di un altro fratello sono stati artisti che con varie vicissitudini e fortune affrontarono la ricostruzione culturale del dopoguerra: Angelo Caramel (1924-1970) pittore tormentato scomparso prematuramente, Bruno Darzino esponente di rilievo della rinascita artistica di Treviso, "La piccola Atene" da una felice definizione di Dino Buzzati, Sergio Palmi Caramel (1925-1981) e Claudio Caramel (1957), architetti che dal 1960 hanno realizzato opere tutelate tra le architetture del Novecento. Nel 1983 i Musei civici di Treviso organizzano una grande mostra retrospettiva di Giacomo Caramel ormai ultranovantenne, e Luciano lascerà sul catalogo curato da Luigina Bortolato e Franco Solmi, una pagina indimenticabile intitolata "Caratteristiche strutturali del fare di Giacomo Caramel". Scrive: "...è con preoccupazione opposta che mi accingo a scrivere questa testimonianza su Giacomo Caramel, fratello di mio padre e a me da sempre vicino nella comunanza degli interessi, nell'ininterrotto dialogo culturale, oltre che nella stretta consanguineità. Quella cioè che il timore d'essere influenzato dai sentimenti e di cadere quindi in abbagli di giudizio provochi una sorta di eccessivo controllo, di ingiusto rigorismo...". Proprio in occasione della grande antologica al Museo Bailo, entra in contatto con Claudio Caramel, che giovanissimo aiuta il vecchio pittore nell'ordinamento dell'opera per la mostra e collabora con Giuseppe Davanzo per l'allestimento, da lì inizierà una lunga vicinanza con l'architetto padovano che custodisce l'Archivio Caramel.

## Opere principali
- MAC, Movimento Arte Concreta, Milano, ed. Electa, 1984.
- Movimento Arte Concreta 1948-1958, Galleria Fonte D'Abisso Edizioni, Modena, 1987
- Giovanni Campus. Pittura-scultura 1952-2009. Tempo in processo, Milano, Livorno, ed. Belforte Cultura, 2009, ISBN 978-8889183267.
- Rino Valido, Essenze naturali dal 2000 al 2005, Microart Edizioni, 2005.
- Fra terra e cielo, Fontana, Melotti, Leoncillo, Casalbeltrame, ed. Premia, 1995.
- Arte in Italia 1945-1960, Milano, ed. Vita e Pensiero, 1994, ISBN 9788834348857.
- Medardo Rosso, Londra, ed. Southbank Centre, 1994, ISBN 9781853321153.
- Pino Pascali, Milano, ed. Mazzotta, 1993.
- RHO Catalogo Generale, Milano, ed. Electa, 1990, ISBN 978-8843533336.
- L'Europa dei Razionalisti, Milano, ed. Electa, 1989, ISBN 9788843528479.
- Dopo il concettuale, Nuove generazioni in Lombardia, Milano, ed. Mazzotta, 1986, ISBN 978-8820206727.
- Antonio Sant'Elia, l'opera Completa, Milano, Arnoldo Mondadori Editore, 1987, ISBN 978-8804301097.
- Musei di Monza: Museo civico dell'Arengario, Milano, ed. Electa, 1981.
- L'arte bella, questione delle accademie di belle arti in Italia (con Francesco Poli), Milano, Feltrinelli Editore, 1979.